# Lampona hirsti
Espèce
Lampona hirsti est une espèce d'araignées aranéomorphes de la famille des Lamponidae.

## Distribution
Cette espèce est endémique d'Australie-Méridionale,.

## Description
La femelle holotype mesure 6,9 mm et le mâle 6,8 mm.

## Étymologie
Cette espèce est nommée en l'honneur de David B. Hirst.

## Publication originale
- Platnick, 2000 : A relimitation and revision of the Australasian ground spider family Lamponidae (Araneae: Gnaphosoidea). Bulletin of the American Museum of Natural History, no 245, p. 1-330 (texte intégral).